# Xenocrates

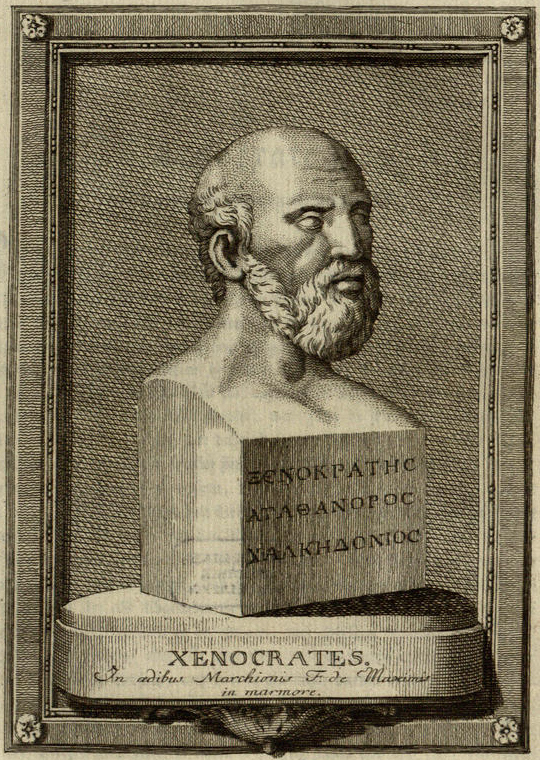
Xenocrates

Xenocrates (Oudgrieks: Ξενοκράτης) (ca. 400 v.Chr.- ca. 314 v.Chr.) van Chalcedon was een Griekse filosoof en wiskundige, die na Speusippos de leider (scholarch) van de platoonse Academie werd. Zijn leer vertoont zowel kenmerken van die van Plato als die van Pythagoras. De theorieën die hij ontwikkelde aan de Akademeia zouden een belangrijke invloed uitoefenen op zowel het midden-platonisme als op het stoïcisme.
Hoewel Xenocrates een vruchtbaar schrijver was, zijn zijn werken verloren gegaan en is zijn leer slechts bekend via andere schrijvers. Diogenes Laertius' bibliografie van Xenocrates vermeldt een lijst van 70 werken. Xenocrates werkte een systematische verklaring van de werkelijkheid uit. Zijn ideeën vertonen gelijkenissen met die van Speusippos, want ook hier treft men de koppeling Getal-Idee aan, en de hiërarchie van geest en lichaam. Plato's Vormen zijn bij hem ideeën in de geest van het goddelijk principe, "Het Ene". Deze monade is het Goede, God, het Intellect, en omvat de totaliteit van alle idee-getallen. Die Ene is niet transcendent, maar bevindt zich in een intellectuele ruimte boven de hemelen. Wat hij als dyade definieert is de ziel, het hemelse element en de moeder van de verschillende goden. Zij is als dubbel op te vatten, omdat zij zich zowel richt naar de monade als naar de waarneembare wereld. De ziel noemt hij zelfbewegend. Dan komt de wereld van de lichamen, die bestaat uit de drie andere van het hemelse verschillende elementen. Ten slotte is de vierde term de onbepaalde dyade, het principe van het kwaad, de materie die in interactie met de monade de lichamen van de zintuiglijke wereld produceert.
Het klassieke onderscheid tussen geest, lichaam en ziel hebben sommigen toegeschreven aan Xenocrates. Ook zijn opdeling van de filosofie is driedelig: logica, natuurkunde en ethiek. Een andere driedeling die Xenocrates maakte, was die van goden, mensen en "demonen". Deze laatsten waren bij hem half mens, half god, en er waren er zowel goede als slechte.
- Bibsys: 95005322
- Biblioteca Nacional de España: XX4971741
- Bibliothèque nationale de France: cb11930045f (data)
- Catàleg d'autoritats de noms i títols de Catalunya: 981058518429006706
- Gemeinsame Normdatei: 118808087
- International Standard Name Identifier: 0000 0000 6962 404X
- Library of Congress Control Number: n83319392
- Nationale Bibliotheek van Tsjechië: ola2013768011
- Nationale Bibliotheek van Israël: 987007276593605171
- Nationale Bibliotheek van Polen: a0000001184964
- Nederlandse Thesaurus van Auteursnamen: 070400296
- Réseau des bibliothèques de Suisse occidentale: 02-A000178036
- Istituto Centrale per il Catalogo Unico: BVEV017383
- LIBRIS: 102831
- Système universitaire de documentation: 027208451
- Virtual International Authority File: 99954624